# 小暮卓史
小暮 卓史（こぐれ たかし、1980年8月1日 - ）は、群馬県出身のレーシングドライバー。

## プロフィール
- 身長：176cm[1]
- 体重：65kg[1]
- 血液型：RH+B型[1]
- 愛車：ホンダ・インスパイア／ホンダ・アコードハイブリッド／ホンダ・インテグラタイプR／ホンダ・NSX／トヨタ・スプリンタートレノ／スズキ・ジムニー／スバル・R2／トヨタ・コロナ／トヨタ・セリカXX／ダイハツ・アトレー

## 経歴
幼少時よりポケバイやバギーやカートなどのモータースポーツに慣れ親しんできた小暮であるが、高校入学（1996年）と同時にカートレーシングを開始した。1997年と1998年には、早くも榛名でタイトルを奪取し才能の片鱗を見せ付けた。その後1999年にZAP SPEEDのオーデションに合格しFJ1600で4輪レースデビューを飾る。2000年には、ZAP SPEEDのフルサポート・ドライバーとしてフォーミュラ・トヨタに参戦。
2001年から全日本F3選手権にステップアップ、藤田直廣のナウ・モータースポーツから参戦した。2002年からは田中弘監督率いる名門チームの無限×童夢プロジェクトに移籍し、念願のシリーズチャンピオンに輝いた。また同年マカオF3に出走し3位表彰台を獲得する活躍を見せた。

### フォーミュラ・ニッポン/スーパーフォーミュラ
2003年より、中嶋企画から国内トップフォーミュラである全日本選手権フォーミュラ・ニッポンに参戦を開始する。前年度チャンピオンのラルフ・ファーマンに替わってカーナンバー「1」を引き継いだことからも、期待の高さが覗われた。この年は、ルーキーイヤーながら最終戦で2位入賞を果たした。なお第3戦もてぎでは大クラッシュを起こし負傷している。
2004年は、開幕戦鈴鹿で初優勝を果たすもその後成績は伸び悩み、シリーズ7位に終わっている。
2005年は、シーズン中盤までチャンピオン争いを繰り広げる速さを見せ、シリーズ5位と健闘した。
2006年はARTAに移籍し、ポールポジションを最多の5回獲得するも自身のミスやトラブルなどで結果を残せず、シリーズ12位という結果に終わった。
2007年は再び中嶋企画に移籍し、第3戦もてぎラウンドでの3年ぶりの勝利を皮切りに第7戦菅生、第8戦富士で連勝を飾り、都合3勝しシリーズ2位で最終戦鈴鹿を迎えた。最終戦では、トップでチェッカーを受け、初の年間タイトルに輝いたと誰もが思っていたが、レース終了後の再車検でレギュレーション違反（スキッドブロック厚さ不足）が見つかって失格となり、シリーズチャンピオンを逸している。
2008年のオフシーズンには、前年の成績が評価され、念願であったF1のテストに参加するチャンスが与えられた。1月23日〜24日にバレンシアでホンダ・RA107をドライブした。しかし不慣れな左足ブレーキでの走行という要素もあり、本人の意気込みとは裏腹に関係者の評価は芳しくなかった。
2008年は、シリーズチャンピオンの有力候補の一人と目されていたが、今ひとつ精彩を欠きポールポジションや優勝を一度も得ることが出来ず、結局シリーズ5位に終わった。
2009年は、車両及びエンジンがスウィフト・017.nと3.4L V8に一新され、他チームに先んじて性能を引き出すことが出来たため、3回のポールポジションと2回の優勝を飾ったが、同時にアクシデントやミスなどもあり、シリーズ4位に終わった。
2010年は、開幕戦でスタートで出遅れるもピット作戦で逆転勝利を挙げ、中盤はやや精細を欠くもチャンピオンの可能性を残したまま最終戦第2レースを迎える。ジョアオ・パオロ・デ・オリベイラをオーバーテイクしてトップに上がるも、ピットストップでエンジンストールを起こしてしまい3位、最終的にシリーズ4位でシーズンを終えた。
2011年も開幕戦でピットインまでリードするがピットミスでアンドレ・ロッテラーに逆転を許して2位、このレース以降は翌シーズンいっぱいまで表彰台から遠ざかることになる。
2013年は、開幕戦で終始独走を見せるも、ファイナルラップでエンジントラブルに見舞われて3位、第6戦菅生でも序盤から独走し、ピットイン後の中盤もピットイン勢の最上位を快走するが、セーフティーカーが入った際にただ一人前方にいた未ピットインの伊沢拓也を周回遅れと勘違いして攻めあぐね、焦った結果無理に抜きに行って接触、10秒ピットインのペナルティを受けてまたしても勝利を取りこぼすこととなる。最終戦鈴鹿の第2レースでは2位表彰台。
2014年は、新たに導入されたホンダ・HR-414Eエンジンの性能不足やダラーラ・SF14にチームと自らが慣れなかったため、自身初のノーポイントに終わり、中嶋企画のシートをこのシーズン限りで失うこととなる。
2015年からは前年途中より参戦したDRAGO CORSEから参戦。この年も苦戦が続いたが、最終戦でチーム初ポイントを獲得する。
2016年は開幕戦で4位入賞を果たし、その後第6戦菅生と最終戦でもポイントを獲得したが、DRAGO CORSEがスーパーフォーミュラから撤退したため再びシートを失った。
2017年は新規参戦のB-MAX RACING TEAMから参戦したがノーポイントに終わる。
2018年はシートを失い、2003年以来の継続参戦が途切れた。

### 全日本GT選手権/SUPER GT
全日本GT選手権（現SUPER GT）には2003年から参戦を開始したが、フォーミュラーレースに専念するために、第4戦以降参戦を休止した。
2004年は離脱していたが、翌2005年に復帰。Team Honda RacingからTAKATA童夢NSXで道上龍とのコンビを組み参戦する（シリーズ10位）。
2006年も前年と同一の体制で参戦した。Hondaのエース格であった松田次生が日産へ移籍したこともあって、Honda陣営の中心ドライバーの一人として注目を集めた。この年は、第2戦岡山で念願のGT初優勝を飾る等、自己ベストとなるシリーズ3位を記録し健闘を見せた。
2007年も引き続きTAKATA童夢NSXをドライブしてシリーズ4位の成績を収めた。特に第6戦鈴鹿1000kmでは、雨の中で大クラッシュし救急車で病院に運ばれる事態を発生させたが、大事には至らず、次の第7戦もてぎで優勝するというミラクルを演じ、以降も無事に出場を続けた。
2008年は、ライバルの台頭がある中第3戦富士でポールポジションを獲得し気を吐いたが、シーズン序盤は波に乗れずにいた。その後、第5戦菅生でポールトゥーウィンしシリーズランキングトップに躍り出るも、その後ハンディウェイトに苦しみ、結局シリーズ6位に終わった。
2009年は、開幕戦岡山で2位を獲得するもその後波に乗れず、1勝もすること無くシリーズ6位に終わった。
2010年は、車両がHSV-010に、パートナーもロイック・デュバルに変わった。開幕戦鈴鹿ではポールポジションを獲得するも、ARTAと接触、同士討ちをし共にリタイアに終わった。車両の修復が危ぶまれた2週間後の第2戦岡山でもポールポジションを獲得し、決勝レースではパートナーの好走もあり、ポール・トゥ・ウィンでHSV-010の初優勝を飾った。その後も大崩れをすることなく着実にポイントを重ねる。特に有名となったのは第5戦SUGOで、最終ストレートでKEHIN REAL RACINGの塚越広大に交わされ、SUPER GT史上最も僅差と言われる差（0.025秒）で惜しくも2位となる。なお、2013年に奇しくも同様のレース展開になったものの見事に逃げ切り勝利を飾った後のインタビューで「この時の記憶がデジャ・ヴューで思い浮かび、また再現してしまうのかと思った」と語っている。その後は、2位のチームに10ポイントの差をつけて最終戦に挑む。最終戦のもてぎではポールポジションからスタートしたもののトムスのアンドレ・ロッテラーに交わされる。しかし、小暮は最後まで脇阪寿一と接戦を演じ、結果2位でチェッカーを受けHSV-010のデビュー年で自身初のチャンピオンを獲得した。
2011年は、前年と同じ体制で参戦。シーズンで2勝をするなど速さは見せるものの、同時にトラブルやリタイアも多く取りこぼしが目立ち、結局ドライバーズランキング3位でシーズンを終える。
2012年は、TOYOTAに移籍したロイック・デュバルに代わりカルロ・ヴァン・ダムとコンビを組む。第三戦のセパン・サーキットでは2年連続の勝利を飾るものの、シーズンでは6位という結果に終わる。
2013年は、山本尚貴と交代でTEAM KUNIMITSUに移籍し伊沢拓也とコンビを組む。第1選の岡山国際サーキットでTEAM KUNIMITSUとしては7年ぶりの勝利を飾るものの、特に後半になってからはポイントを獲得できずに、結局、シーズン10位に終わる。
2014年は、車両がドイツツーリングカー選手権（DTM）との車両統一規則によりHSV-010からNSX CONCEPT-GTに変更され、また、伊沢拓也がGP2に専念することから離脱し、GT300からGT500に復帰した武藤英紀とコンビを組む。この年は、ミッドシップレイアウトになったNSX CONCEPT-GTの空冷の問題や、ハイブリッド搭載による70kgのハンデ（第三戦以降は57kgに変更）により他メーカーに比べて明らかに戦力的に劣る車両で苦戦し、シーズンを通じて一度も表彰台に立つことも無かった。
2015年は、新規参戦となるDRAGO CORSEに所属。F1でテストドライバーを務めていたオリバー・ターベイがパートナーとなった。前年と同じくシーズンを通じて表彰台に登ったレースは無かったものの、雨が降る路面においては圧倒的な速さを見せつけ小暮劇場と呼ばれた。
2016年は、KEHIN REAL RACINGに移籍し塚越広大とコンビを組む。
2017年も前年と同様の体制で参戦をする。要所でのスピードを見せるものの、鈴鹿1000kmにおけるタイヤバースト等、不運も重なり勝利を飾ることは出来なかった。
2018年も前年と同じ体制で参戦をする。開幕戦の岡山国際サーキットでは、予選から好調でポールポジションからスタートし、2013年以来の勝利をポールトゥウィンで飾る。
2019年は、2003年の初参戦から14年間乗り続けたGT500から、GT300のJLOCへ移籍する。
2024年、JLOCで元嶋祐弥と共に14年ぶりのシリーズチャンピオン。これで両クラスでチャンピオンを獲ったのは3人目となる。

## エピソード

### 無線
- SUPER GTで長年コンビを組んだ道上龍は「小暮は慌てると早口になり、無線で何を言っているのか分からない」と語っており、いわゆる「無線芸人」としても知られる。
  - 2011年SUPER GT第5戦ではGT300の車両に接触されスピンをした際に無線で「後ろから正面衝突された！」と言った（本人によると、前を走っていた車がスピンをしてちょうど反対向になったところにぶつかったため「（前のスピンをした車に）後ろから（当たりそうだったけどちょうど反対を向いたので）正面衝突された」とのこと）。
  - 2014年SUPER GT菅生にて、他車のオイルがフロントガラスに付着して視界不良に陥った状態でパートナーの武藤英紀からステアリングを託された際、ワイパーを動かしたことでオイルが広がりさらに視界不良が悪化した。ピットは再度のピットインを指示するも、小暮は「走れっていうなら走れますよ！入っていいんだったら入るし！どっち？」と無線を入れ、走行を続けた。
  - 織戸学は2019年の鈴鹿10hドライバートークショーにおいて、小暮を「間違いなく宇宙と交信している」と評した。

### 自家用車
- 愛車はトヨタ・AE86。2006年、自宅でAE86を整備していた際にジャッキが外れて頭部を挟まれ、病院で30針も縫う大けがを負ったことがある。偶然にも、犬の散歩をしていた近所の住民に血を流して倒れているのを発見され、一命を取り留めた。小暮はその後自力で車を運転して病院に向かったが、その時の記憶は喪失しているという。以降、自宅のガレージにリフトを導入したが、同時に地下ピットも掘ってしまったため逆に整備に不便な状態になっている[3]。
- スズキ・ジムニーも愛用しており、時たま地元の友達数人と北海道でツーリングを楽しんでいる[3]。
- 他にもT140型トヨタ・コロナやホンダ・NSX、スバル・R2、スズキ・GSX-R1100なども保有しているが、いずれも一部のパーツが故障して走行できず、ほとんど放置状態にある[3]。

### レース
- 2007年SUPER GT菅生や2009年SUPER GT岡山のように、大雨によるグリップ低下や視界不良の中でも必死に好タイムを記録するなど、ウェットコンディションに強い。

- クラッシュが多い事でも知られており、フォーミュラ・トヨタ時代はTRDから毎月クラッシュの請求が来ていたとの事。そのせいか、シーズンオフのスカラシップ編入オーディションではTRDから「お前はお金（修理代）が掛かるから」と落選した。また、フォーミュラ・ニッポン一年目の時にも土屋武士を3回クラッシュに巻き込み、レース後説教された他、4つもモノコックを壊した。うち1回は、最終戦で監督の中嶋悟から「壊すつもりで行け」と激励を受け、そのままレースでクラッシュした。
- 2002年に無限×童夢プロジェクトのホンダ系で活動するようになったが、それまでトヨタ系であるナウ・モータースポーツの藤田が仲介したのと、前年に無限×童夢プロジェクトでF3を戦っていたブノワ・トレルイエの推薦によるものだった。シーズンオフの無限×童夢のF3オーディションに柳田真孝、長屋宏和と共に参加したが、それまでトヨタ系で活動していた事から「外様」として扱われ、白い目で見られていた。
- 2003年にJGTCデビューするも第4戦以降アンドレ・ロッテラーにシートを譲る事となった。それは前年までF3で所属していた無限×童夢の田中から「F1を目指すのなら、ハコには乗るな」との意向もあり、途中で降板した[4]。
- リアルレーシングの金石勝智監督は小暮のシート確保の為に最後まで奔走し、体制決定後も小暮曰く「ヤバイくらい」心配してくれたという。
- 86レースへの参戦中、テント村からサーキットに行こうとするも全く関係ないヤリスの列の最後尾に並び待ち続けた末に、予選途中から現れたとのこと。(VIDEO OPTIONの動画に出演した脇阪寿一による証言)
- 86レースに参戦した際、岡山国際サーキットのバックストレート先のヘアピンにて、車半分程度のスペースに入りブレーキングで10台を抜いたものの、立ち上がりで12台に抜かされてしまった[5]。
- ドリフトにも造詣が深く、同じくレーシングドライバーの片岡龍也、松田次生、荒聖治等と共に「滑走麗心愚」を結成して、「いかす走り屋チーム天国」に出場した事もある。但し、当時はホンダの契約ドライバーだった事と、エントリー車種がトヨタ車（AE86やセリカXX）だった事もあり、「ミスターK」と名乗り顔出しNGで出場した[3]。しかし、ナカジマレーシングのマネジャーに出場したことがバレて、そのまま連行されてしまったため後半の団体戦には出場しなかった。なお、マネジャーに連行されたことはイカ天内では言及されず、代わりにレポーターの坂東正敬から六本木に行くことのみ伝えられた(六本木に行くと伝えられたのは、ホンダの本社が港区に置いてあるからと考えられる)。

### その他
- 2008年に設立した自身のマネージメント会社の社名は「株式会社小暮」。
- 趣味は温泉巡りだが、熱いお湯に入るのは苦手である。横溝直輝によれば、鈴鹿サーキットホテルの大浴場は熱すぎるために1分で出たという。
- 焼肉屋で余ったにんにくを、1人でごまだれをつけながら焼いて焦がす実験を楽しんでいた。外は焦げても中は焦げてないのが面白いらしい。また、出されたカルビをうっかり生食してしまった。口に入れてすぐに違和感に気づき、「騙された」とつぶやきながら元の場所へ戻したという。（関口雄飛 2019年鈴鹿10hドライバートークショー）。
- 2006年のSUPER GT第8戦において、中村卓哉監督が無線で「小暮、エンジンの調子が悪かったらペース落とせよ」とエンジン不調のためのペースダウンの指示をしている。その口調は明らかにホンダチーム同士での順位調整を匂わす内容であったが、小暮は「え？何か調子悪いんすか？全然問題ないですけど」と、チーム戦略を全く理解していない返答をした。
- 2011年SUPER GT第4戦菅生ラウンドに向かう途中、本人が運転する自家用車がパンクしたことに気がつかずに走行していた（第一発見者は道上龍）。
- 横溝直輝、中嶋一貴、山本左近らと飲みに行くことになった際、「恵比寿駅集合」を勘違いし、1人だけエビスサーキットに向かったという(脇阪寿一VIDEO OPTION内エピソード)。
- テレビ東京番組『激走!GT』において、嵯峨百合子を乗せてシビックタイプRのインプレッションをしようとした際、自ら助手席に乗り込もうとした。さらに、インプレッションでは「シビックタイプRは軽量化のためフロントとかも樹脂なんですよ」と語り、フロントガラスを叩いていた（樹脂製なのはリアガラス）。
- 86レースに参戦する際、ルートイン仙台に集合するはずが、勘違いでルートイン山形に行ってしまった。
- 童夢所属時代、道上龍とペアを組んでいた当時は「情けない部分とかだらしない部分が道上さんにうつってしまった」ということで、道上が小暮のレーシングスーツを間違えて着てしまったことなどもあった。
- 脇阪寿一のYouTubeチャンネルにて『グランツーリスモ6』を用いた企画が行われた際、鈴鹿サーキットの3周目のS字コーナーでスピンし、脇阪に「お前はミスタースピンだ！何人とたりとも俺の前は走らせねぇ！」といわれ、「ミスタースピン」というあだ名がつけられた。
- 脇阪寿一のYouTubeチャンネルにおける企画で、小暮の運転するBRZに脇阪が同乗した際、緊張のあまりデグナーカーブを誤って6速に入れて通過するなどシフトミスを連発した[5][6]。
- タオルがないと精神的に不安定になると語っている。（【SUPER GT HEROES 2023】スペシャルインタビュー Vol.3 にて）

## レース戦績
- 1996年 - レーシングカートデビュー
- 1997年 - GKT榛名モータースポーツ・SOPクラス（シリーズチャンピオン）
- 1998年
  - GKT榛名モータースポーツ・FR2クラス（シリーズチャンピオン）
  - SL榛名モータースポーツ・FR2クラス（シリーズチャンピオン）
  - 関東西地区JAF地方選手権・FR2クラス
- 1999年 - FJ1600筑波シリーズ・スポット参戦（ZAP SPEED #6 ZAP SPEED R&D FV95）
- 2000年 - フォーミュラトヨタシリーズ（ZAP SPEED #14 ZAP SPEED FT20）
- 2001年 - 全日本F3選手権（㈱ナウ・モータースポーツ #33 DeODEO DALLARA F300／ダラーラF300 3S-G）（シリーズ11位）
- 2002年
  - 全日本F3選手権（無限×童夢プロジェクト #1 カストロール無限F302／ダラーラF302 MF204B）（シリーズチャンピオン・11勝）
  - F3マカオGP（決勝3位）
  - F3コリアSP（無限×童夢プロジェクト #15／ダラーラF302 MF204B）（決勝2位）
- 2003年
  - 全日本選手権フォーミュラニッポン（PIAA NAKAJIMA RACING #1／ローラB351 MF308）（シリーズ10位）
  - 全日本GT選手権・GT500クラス＜Rd.1～3＞（Mobil 1 NAKAJIMA RACING #64 Mobil1 NSX／NSX NA2 C32B）（シリーズ17位）
- 2004年 - 全日本選手権フォーミュラニッポン（PIAA NAKAJIMA RACING #32／ローラB351 MF308）（シリーズ7位・1勝）
- 2005年
  - 全日本選手権フォーミュラニッポン（PIAA NAKAJIMA RACING #32／ローラB351 MF308）（シリーズ5位）
  - SUPER GT・GT500クラス（Team Honda Racing #18 TAKATA童夢NSX／NSX NA2 C32B）（シリーズ10位）
- 2006年
  - 全日本選手権フォーミュラニッポン（AUTOBACAS RACING TEAM AGURI #56／ローラB06/51 HF386E）（シリーズ12位）
  - SUPER GT・GT500クラス（Team Honda Racing #18 TAKATA童夢NSX／NSX NA2 C32B）（シリーズ3位・1勝）
- 2007年
  - 全日本選手権フォーミュラニッポン（PIAA NAKAJIMA RACING #32／ローラB06/51 HF386E）（シリーズ3位・3勝）
  - SUPER GT・GT500クラス（DOME RACING TEAM #18 TAKATA童夢NSX／NSX NA2 C32B）（シリーズ4位・1勝）
- 2008年
  - 全日本選手権フォーミュラニッポン（PIAA NAKAJIMA RACING #32／ローラB06/51 HF386E）（シリーズ5位）
  - SUPER GT・GT500クラス（童夢レーシングチーム #18 TAKATA童夢NSX／NSX NA2 C32B）（シリーズ4位・1勝）
- 2009年
  - 全日本選手権フォーミュラニッポン（NAKAJIMA RACING #32／スウィフト017.n HR09E）（シリーズ4位・2勝）
  - SUPER GT・GT500クラス（TEAM YOSHIKI & 童夢 PROJECT #18 ROCK ST☆R 童夢 NSX／NSX NA2 C32B）（シリーズ6位）
- 2010年
  - 全日本選手権フォーミュラニッポン（NAKAJIMA RACING #32／スウィフト017.n HR10E）（シリーズ4位・1勝）
  - SUPER GT・GT500クラス（ウイダー ホンダ レーシング #18 ウイダー HSV-010／HSV-010 HR10EG）（シリーズチャンピオン・1勝）
- 2011年
  - 全日本選手権フォーミュラニッポン（NAKAJIMA RACING #32／スウィフト017.n HR10E）（シリーズ7位）
  - SUPER GT・GT500クラス（ウイダー ホンダ レーシング #1 ウイダー HSV-010 GT／HSV-010 HR10EG）（シリーズ3位・2勝）
- 2012年
  - 全日本選手権フォーミュラニッポン（NAKAJIMA RACING #32／スウィフト017.n HR12E）（シリーズ10位）
  - SUPER GT・GT500クラス（ウイダー ホンダ レーシング #18 ウイダー HSV-010 GT／HSV-010 HR10EG）（シリーズ6位・1勝）
- 2013年

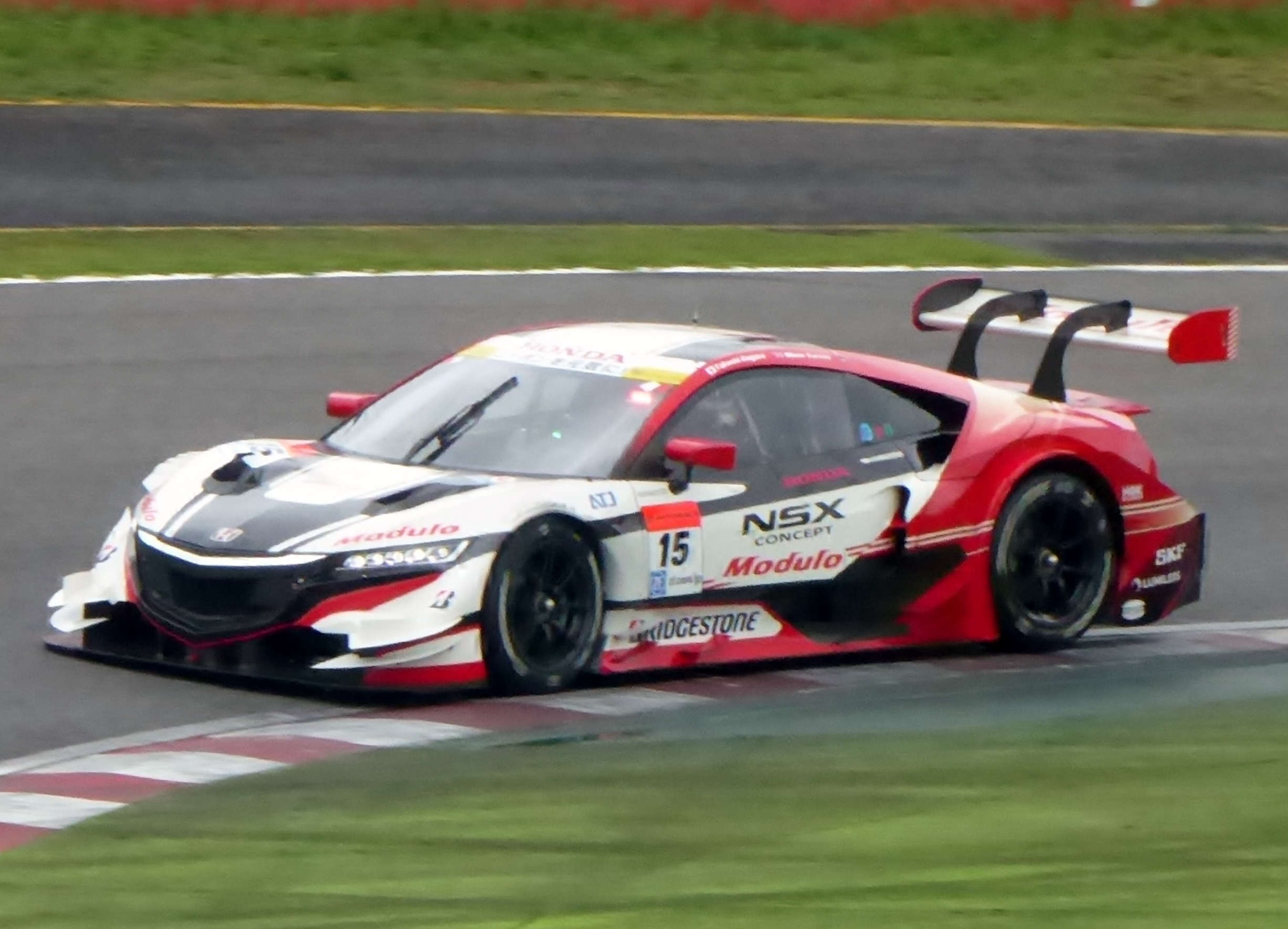
2015年度参戦車両

  - 全日本選手権スーパーフォーミュラ（NAKAJIMA RACING #32／スウィフト017.n HR12E）（シリーズ7位）
  - SUPER GT・GT500クラス（TEAM KUNIMITSU #100 RAYBRIG HSV-010 GT／HSV-010 HR10EG）（シリーズ10位・1勝）
- 2014年
  - 全日本選手権スーパーフォーミュラ（NAKAJIMA RACING #32／ダラーラ・SF14 HR-414E）
  - SUPER GT・GT500クラス（TEAM KUNIMITSU #100 RAYBRIG NSX CONCEPT-GT／NSX CONCEPT-GT HR-414E）（シリーズ14位）

- 2015年
  - 全日本選手権スーパーフォーミュラ（DRAGO CORSE #34／ダラーラ・SF14 HR-414E）（シリーズ15位）
  - SUPER GT・GT500クラス（Drago Modulo Honda Racing #15 ドラゴ モデューロ NSX CONCEPT-GT／NSX CONCEPT-GT HR-414E）
- 2016年
  - 全日本選手権スーパーフォーミュラ（DRAGO CORSE #34/ダラーラ・SF14 HR-414E）（シリーズ13位）
  - SUPER GT・GT500クラス（KEHIN REAL RACING #17 KEHIN NSX CONCEPT-GT/NSX CONCEPT-GT HR-414E）（シリーズ11位）
- 2017年
  - 全日本選手権スーパーフォーミュラ（B-MAX Racing team #50/ダラーラ・SF14 HR-417E）
  - SUPER GT・GT500クラス（KEHIN REAL RACING #17 KEHIN NSX-GT/NSX-GT HR-417E）（シリーズ10位）
- 2018年 - SUPER GT・GT500クラス（KEHIN REAL RACING #17 KEHIN NSX-GT/NSX-GT HR-417E）（シリーズ7位・1勝）
- 2019年
  - SUPER GT・GT300クラス（JLOC #88 マネパ ランボルギーニ GT3/HURACAN GT3 DFJ）（シリーズ7位）
  - アジアン・ル・マン・シリーズ GTクラス＜Rd.3,4＞（JLOC #88/HURACAN GT3 DFJ）（シリーズ10位・1勝）
- 2020年 - SUPER GT・GT300クラス（JLOC #88 JLOC ランボルギーニ GT3/HURACAN GT3 DFJ）（シリーズ13位）
- 2021年 - SUPER GT・GT300クラス（JLOC #88 JLOC ランボルギーニ GT3/HURACAN GT3 DFJ）（シリーズ8位）
- 2022年 - SUPER GT・GT300クラス（JLOC #88 Weibo Primez ランボルギーニ GT3/HURACAN GT3 DFJ）（シリーズ13位）
- 2023年 - SUPER GT・GT300クラス（JLOC #88 JLOC ランボルギーニ GT3/HURACAN GT3 DFJ）（シリーズ8位・1勝）
- 2024年 - SUPER GT・GT300クラス（JLOC #88 VENTENY Lamborghini GT3/HURACAN GT3 DFJ）（シリーズチャンピオン・4勝）

### 主な記録
全日本F3選手権
- 2002年度シリーズチャンピオン
- 優勝11回

全日本選手権フォーミュラニッポン
- 優勝 7回

全日本GT選手権・SUPER GT（GT500クラス）
- 2010年度シリーズチャンピオン
- 優勝 9回

### フォーミュラ

#### 全日本フォーミュラ3選手権
| 年     | チーム                 | エンジン | クラス | 1      | 2        | 3        | 4        | 5        | 6        | 7      | 8      | 9      | 10       | 11      | 12     | 13      | 14     | 15     | 16      | 17       | 18      | 19      | 20     | 順位 | ポイント |
| ------ | ---------------------- | -------- | ------ | ------ | -------- | -------- | -------- | -------- | -------- | ------ | ------ | ------ | -------- | ------- | ------ | ------- | ------ | ------ | ------- | -------- | ------- | ------- | ------ | ---- | -------- |
| 2001年 | NOW MOTOR SPORTS       | トヨタ   |        | SUZ1 6 | SUZ2 Ret | TSU1 Ret | TSU2 Ret | FSW1 9   | FSW2 Ret | MIN1 5 | MIN1 5 | TRM1 7 | TRM2 Ret | SUZ Ret | SUG1 6 | SUG2 13 | SEN1 9 | SEN2 5 | TAI1 15 | TAI2 Ret | TRM1 12 | TRM2 11 |        | 11位 | 44       |
| 2002年 | 無限×童夢 プロジェクト | 無限     | A      | TSU1 4 | TSU2 7   | SUZ1 1   | SUZ2 1   | FSW1 Ret | FSW1 Ret | MIN1 2 | MIN2 1 | TRM1 1 | TRM2 1   | SUZ1 1  | SUZ2 2 | SUG1 1  | SUG2 1 | SEN1 1 | SEN2 1  | TAI1 Ret | TAI2 2  | TRM1 1  | TRM2 2 | 1位  | 294      |

- 太字はポールポジション、斜字はファステストラップ。(key)

#### フォーミュラ・ニッポン/スーパーフォーミュラ
| 年     | チーム                     | シャシー          | エンジン | 1       | 2        | 2        | 3       | 4       | 5       | 5       | 6       | 6        | 7        | 7        | 8       | 9       | 10    | 順位 | ポイント |
| ------ | -------------------------- | ----------------- | -------- | ------- | -------- | -------- | ------- | ------- | ------- | ------- | ------- | -------- | -------- | -------- | ------- | ------- | ----- | ---- | -------- |
| 2003年 | PIAA NAKAJIMA RACING       | ローラ・B351      | 無限     | SUZ 12  | FSW 6    | FSW 6    | MIN Ret | TRM Ret | SUZ 6   | SUZ 6   | SUG Ret | SUG Ret  | FSW Ret  | FSW Ret  | MIN 14  | TRM 4   | SUZ 2 | 10位 | 11       |
| 2004年 | PIAA NAKAJIMA RACING       | ローラ・B351      | 無限     | SUZ 1   | SUG 9    | SUG 9    | TRM 9   | SUZ 7   | SUG 2   | SUG 2   | MIN Ret | MIN Ret  | SEP 6    | SEP 6    | TRM 9   | SUZ 8   |       | 7位  | 17       |
| 2005年 | PIAA NAKAJIMA RACING       | ローラ・B351      | 無限     | TRM Ret | SUZ 3    | SUZ 3    | SUG 3   | FSW 8   | SUZ 2   | SUZ 2   | MIN Ret | MIN Ret  | FSW 11   | FSW 11   | TRM 9   | SUG 6   |       | 5位  | 15       |
| 2006年 | AUTOBACS RACING TEAM AGURI | ローラ・B06/51    | ホンダ   | FSW 19  | SUZ 17   | SUZ 17   | TRM Ret | SUZ 9   | AUT 19  | AUT 19  | FSW Ret | FSW Ret  | SUG Ret  | SUG Ret  | TRM Ret | SUZ 4   |       | 12位 | 3        |
| 2007年 | PIAA NAKAJIMA RACING       | ローラ・B06/51    | ホンダ   | FSW 8   | SUZ 3    | SUZ 3    | TRM 1   | OKA 5   | SUZ 17  | SUZ 17  | FSW Ret | FSW Ret  | SUG 1    | SUG 1    | TRM 1   | SUZ DSQ |       | 3位  | 41       |
| 2008年 | PIAA NAKAJIMA RACING       | ローラ・B06/51    | ホンダ   | FSW 6   | SUZ 5    | SUZ 5    | TRM Ret | OKA 9   | SUZ1 3  | SUZ2 7  | TRM1 5  | TRM2 Ret | FSW1 3   | FSW2 6   | SUG 2   |         |       | 5位  | 41       |
| 2009年 | NAKAJIMA RACING            | スウィフト・017.n | ホンダ   | FSW 8   | SUZ 12   | SUZ 12   | TRM 1   | FSW 7   | SUZ 2   | SUZ 2   | TRM 6   | TRM 6    | AUT 1    | AUT 1    | SUG 10  |         |       | 4位  | 37       |
| 2010年 | NAKAJIMA RACING            | スウィフト・017.n | ホンダ   | SUZ 1   | TRM 6    | TRM 6    | FSW 5   | TRM 2   | SUG 5   | SUG 5   | AUT 9   | AUT 9    | SUZ1 2   | SUZ2 3   |         |         |       | 4位  | 38       |
| 2011年 | NAKAJIMA RACING            | スウィフト・017.n | ホンダ   | SUZ 2   | AUT Ret  | AUT Ret  | FSW 7   | TRM Ret | SUZ C   | SUZ C   | SUG 7   | SUG 7    | TRM1 5   | TRM2 4   |         |         |       | 7位  | 16.5     |
| 2012年 | NAKAJIMA RACING            | スウィフト・017.n | ホンダ   | SUZ 15  | TRM Ret  | TRM Ret  | AUT 10  | FSW 10  | TRM 13  | TRM 13  | SUG Ret | SUG Ret  | SUZ1 6   | SUZ2 4   |         |         |       | 10位 | 4        |
| 2013年 | NAKAJIMA RACING            | スウィフト・017.n | ホンダ   | SUZ 3   | AUT Ret  | AUT Ret  | FSW 14  | TRM 5   | INJ C   | INJ C   | SUG 8   | SUG 8    | SUZ1 NC  | SUZ2 2   |         |         |       | 7位  | 15       |
| 2014年 | NAKAJIMA RACING            | ダラーラ・SF14    | ホンダ   | SUZ Ret | FSW1 Ret | FSW2 DNS | FSW Ret | TRM 11  | AUT Ret | AUT Ret | SUG 10  | SUG 10   | SUZ1 Ret | SUZ2 16  |         |         |       | NC   | 0        |
| 2015年 | DRAGO CORSE                | ダラーラ・SF14    | ホンダ   | SUZ Ret | OKA Ret  | OKA Ret  | FSW 16  | TRM 14  | AUT 13  | AUT 13  | SUG 11  | SUG 11   | SUZ1 6   | SUZ2 7   |         |         |       | 15位 | 2.5      |
| 2016年 | DRAGO CORSE                | ダラーラ・SF14    | ホンダ   | SUZ 4   | OKA 15   | OKA 15   | FSW 12  | TRM 11  | OKA1 11 | OKA2 14 | SUG 7   | SUG 7    | SUZ1 7   | SUZ2 9   |         |         |       | 13位 | 8        |
| 2017年 | B-MAX Racing team          | ダラーラ・SF14    | ホンダ   | SUZ 15  | OKA1 18  | OKA2 15  | FSW 13  | TRM 17  | AUT 12  | AUT 12  | SUG 14  | SUG 14   | SUZ2 DNQ | SUZ2 DNQ |         |         |       | NC   | 0        |

- 太字はポールポジション、斜字はファステストラップ。(key)

### グランドツーリングカー

#### 全日本GT選手権/SUPER GT
| 年     | チーム                      | 使用車両                          | クラス | 1       | 2       | 3       | 4       | 5       | 6       | 7       | 8       | 9      | 順位 | ポイント |
| ------ | --------------------------- | --------------------------------- | ------ | ------- | ------- | ------- | ------- | ------- | ------- | ------- | ------- | ------ | ---- | -------- |
| 2003年 | Mobil 1 NAKAJIMA RACING     | ホンダ・NSX                       | GT500  | TAI 5   | FSW 6   | SUG 8   | FSW     | FSW     | TRM     | AUT     | SUZ     |        | 17位 | 17       |
| 2005年 | Team Honda Racing           | ホンダ・NSX                       | GT500  | OKA 7   | FSW 13  | SEP 7   | SUG Ret | TRM 2   | FSW 11  | AUT 5   | SUZ 6   |        | 10位 | 37       |
| 2006年 | Team Honda Racing           | ホンダ・NSX                       | GT500  | SUZ 4   | OKA 1   | FSW Ret | SEP 6   | SUG Ret | SUZ Ret | TRM 5   | AUT 2   | FSW 7  | 3位  | 76       |
| 2007年 | DOME RACING TEAM            | ホンダ・NSX                       | GT500  | SUZ 13  | OKA 7   | FSW 11  | SEP Ret | SUG 2   | SUZ 12  | TRM 1   | AUT 5   | FSW 10 | 4位  | 63       |
| 2008年 | DOME RACING TEAM            | ホンダ・NSX                       | GT500  | SUZ 7   | OKA 12  | FSW 3   | SEP 3   | SUG 1   | SUZ 12  | TRM 8   | AUT 7   | FSW 14 | 6位  | 60       |
| 2009年 | TEAM YOSHIKI & 童夢 PROJECT | ホンダ・NSX                       | GT500  | OKA 2   | SUZ 5   | FSW 13  | SEP 12  | SUG 3   | SUZ 4   | FSW 8   | AUT 5   | TRM 10 | 6位  | 50       |
| 2010年 | ウイダー ホンダ レーシング  | ホンダ・HSV-010 GT                | GT500  | SUZ Ret | OKA 1   | FSW 7   | SEP 3   | SUG 2   | SUZ 9   | FSW C   | TRM 2   |        | 1位  | 67       |
| 2011年 | ウイダー ホンダ レーシング  | ホンダ・HSV-010 GT                | GT500  | OKA 7   | FSW 13  | SEP 1   | SUG Ret | SUZ 1   | FSW 4   | AUT 11  | TRM 6   |        | 3位  | 57       |
| 2012年 | ウイダー ホンダ レーシング  | ホンダ・HSV-010 GT                | GT500  | OKA 7   | FSW 9   | SEP 1   | SUG 7   | SUZ 7   | FSW Ret | AUT 9   | TRM 7   |        | 6位  | 40       |
| 2013年 | TEAM KUNIMITSU              | ホンダ・HSV-010 GT                | GT500  | OKA 1   | FSW 7   | SEP 3   | SUG 12  | SUZ 10  | FSW Ret | AUT 12  | MOT 12  |        | 10位 | 37       |
| 2014年 | TEAM KUNIMITSU              | ホンダ・NSX CONCEPT-GT            | GT500  | OKA 9   | FSW Ret | AUT 6   | SUG 11  | FSW 7   | SUZ 6   | CHA 8   | TRM 8   |        | 14位 | 23       |
| 2015年 | Drago Modulo Honda Racing   | ホンダ・NSX CONCEPT-GT            | GT500  | OKA 6   | FSW 8   | CHA 10  | FSW 6   | SUZ 12  | SUG 7   | AUT 7   | TRM 7   |        | 12位 | 26       |
| 2016年 | KEIHIN REAL RACING          | ホンダ・NSX CONCEPT-GT            | GT500  | OKA 11  | FSW 12  | SUG 6   | FSW 2   | SUZ 10  | CHA 6   | TRM Ret | TRM 11  |        | 11位 | 27       |
| 2017年 | KEIHIN REAL RACING          | ホンダ・NSX-GT                    | GT500  | OKA 11  | FSW 8   | AUT 2   | SUG Ret | FSW Ret | SUZ 15  | CHA 3   | TRM 4   |        | 10位 | 37       |
| 2018年 | KEIHIN REAL RACING          | ホンダ・NSX-GT                    | GT500  | OKA 1   | FSW 11  | SUZ 11  | CHA 7   | FSW 3   | SUG 9   | AUT 6   | TRM 15  |        | 7位  | 45       |
| 2019年 | JLOC                        | ランボルギーニ・ウラカンGT3       | GT300  | OKA 10† | FSW 3   | SUZ 19  | CHA 5   | FSW 5   |         |         |         |        | 7位  | 36.5     |
| 2019年 | JLOC                        | ランボルギーニ・ウラカンGT3 Evo   | GT300  |         |         |         |         |         | AUT 3   | SUG 20  | TRM 11  |        | 7位  | 36.5     |
| 2020年 | JLOC                        | ランボルギーニ・ウラカンGT3 Evo   | GT300  | FSW 25  | FSW 15  | SUZ 27  | TRM 2   | FSW 6   | SUZ 13  | TRM Ret | FSW Ret |        | 13位 | 20       |
| 2021年 | JLOC                        | ランボルギーニ・ウラカンGT3 Evo   | GT300  | OKA 9   | FSW 6   | SUZ 2   | TRM 24  | SUG 7   | AUT 12  | TRM 4   | FSW 23  |        | 8位  | 34       |
| 2022年 | JLOC                        | ランボルギーニ・ウラカンGT3 Evo   | GT300  | OKA 17  | FSW 5†  | SUZ 5   | FSW 9   | SUZ 17  | SUG 13  | AUT 4   | MOT 5   |        | 13位 | 25       |
| 2023年 | JLOC                        | ランボルギーニ・ウラカンGT3 Evo   | GT300  | OKA 24  | FSW 6   | SUZ 21  |         |         |         |         |         |        | 7位  | 40       |
| 2023年 | JLOC                        | ランボルギーニ・ウラカン GT3 Evo2 | GT300  |         |         |         | FSW 8   | SUZ 4   | SUG 14  | AUT 7   | MOT 1   |        | 7位  | 40       |
| 2024年 | JLOC                        | ランボルギーニ・ウラカン GT3 Evo2 | GT300  | OKA 8   | FSW 1   | SUZ 20  | FSW 5   | SUZ 1   | SUG 10  | AUT 1   | MOT 1   |        | 1位  | 96       |
| 2025年 | JLOC                        | ランボルギーニ・ウラカン GT3 Evo2 | GT300  | OKA 9   | FSW     | SEP     | FSW     | SUZ     | SUG     | AUT     | MOT     |        | 9位* | 7*       |

- 太字はポールポジション、斜字はファステストラップ。(key)
- † : ハーフポイント。レース周回数が75%未満で終了したため、得点が半分となる。

### スポーツカー

#### アジアン・ル・マン・シリーズ
| 年        | チーム | 使用車両                     | クラス | 1   | 2   | 3     | 4     | 順位 | ポイント |
| --------- | ------ | ---------------------------- | ------ | --- | --- | ----- | ----- | ---- | -------- |
| 2019-20年 | JLOC   | ランボルギーニ・ウラカン GT3 | GT     | SHA | BEN | SEP 1 | CHA 4 | 10位 | 37       |

## ラジオ
- 小暮卓史のおしゃべりサーキット（FM TARO） - 第1・3金曜日（18:45 - 18:55）放送